# Mini robotok
A Mini-robotok (eredeti cím: Little Robots) brit televíziós stop-motion sorozat. Az Egyesült Királyságban a CBeebies és Magyarországon a Minimax tűzte műsorra. 2003-tól 2005-ig futott. A műsor az ugyanilyen című 1999-es könyvön alapul.
Eredetileg a Lego Media, a The Lego leányvállalata fejlesztette a sorozatot, amely 2003-ban a Create TV and Film nevet vette fel.
2001. október 7.-én megerősítették, hogy a BBC megvásárolta a műsor brit közvetítésének jogait, és már dolgoznak a műsoron, amely 2003 januárjában került adásba. Ugyanezen év decemberében a BBC Worldwide bejelentette, hogy megszerezte a műsor vetítési jogait világszerte, és hogy az Australian Broadcasting Corporation fogja vetíteni Ausztráliában.
2003 márciusában a BBC Worldwide több nemzetközi televíziócsatornának is eladta a sorozatot.